# Самойнш
Самойнш (порт. Samões)  —  населённый пункт и район в Португалии,  входит в округ Браганса. Является составной частью муниципалитета  Вила-Флор. По старому административному делению входил в провинцию Траз-уж-Монтиш и Алту-Дору. Входит в экономико-статистический  субрегион Доуру, который входит в Северный регион. Население составляет 413 человека на 2001 год. Занимает площадь 13,55 км².